# Toyohara Chikanobu
En aquest nom japonès, el cognom és Toyohara.
Toyohara Chikanobu (japonès: 豊原 周延) (1838–1912), més conegut entre els seus contemporanis com a Yōshū Chikanobu (楊洲 周延), va ser un prolífic xilografista japonès del període Meiji.

## Noms
Chikanobu signava les seves obres com a Yōshū Chikanobu. Aquest era el seu goh. El seu nom real era Hashimoto Naoyoshi (橋本 直義), que es va publicar en el seu obituari.

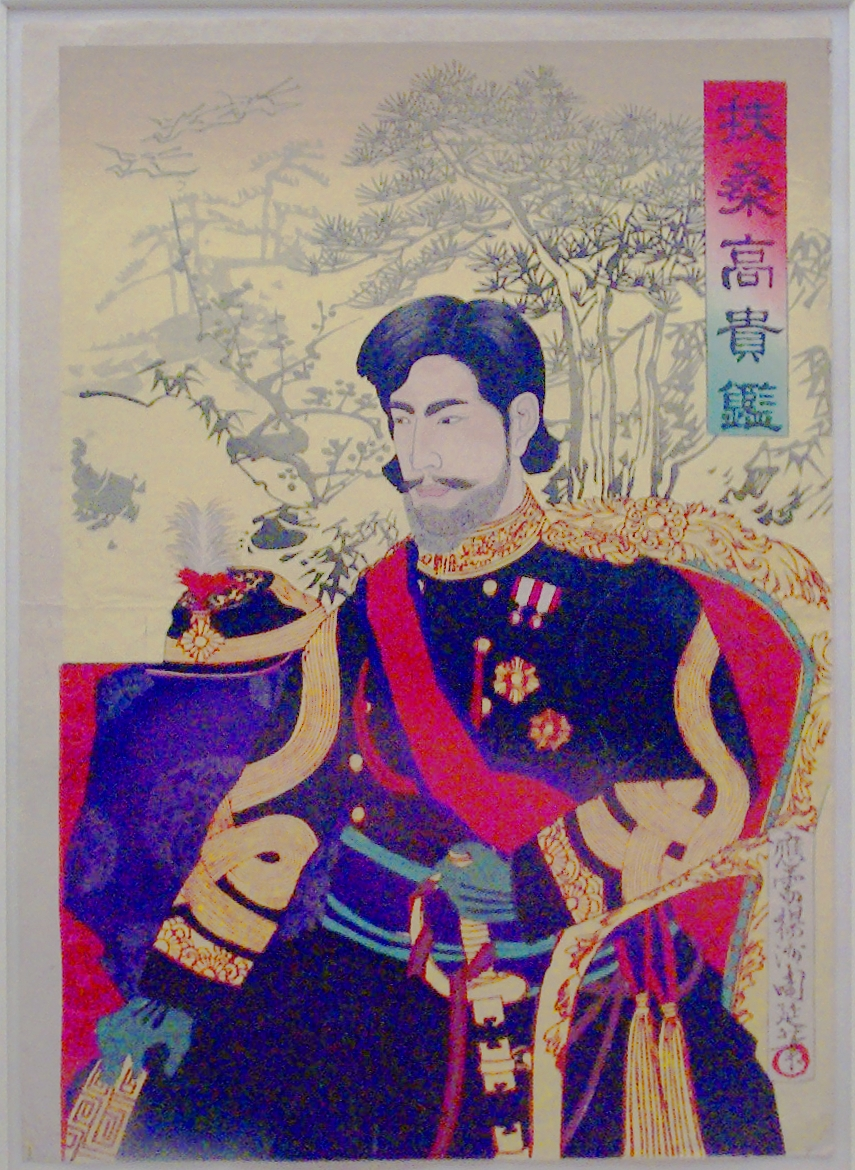
LEmperador Meiji (1887), xilografia de Toyohara Chikanobu. Exposada a la secció japonesa del Museu Britànic

Moltes de les seves primeres obres estaven signades "Estudi de Yoshu Chikanobu" (楊洲齋周延) Yoshu-sai Chikanobu. Almenys hi ha un tríptic del 12 Meiji (1879) signat "Yoshu Naoyoshi" (楊洲直義).
El retrat de l’Emperador Meiji que hi ha al Museu Britànic està inscrit "dibuixat per Yoshu Chikanobu a petició especial" (應需豊原周延筆) motome ni ōjite Yoshu Chikanobu hitsu.
No han aparegut obres que estiguin signades "Toyohara Chikanobu".

## Carrera militar

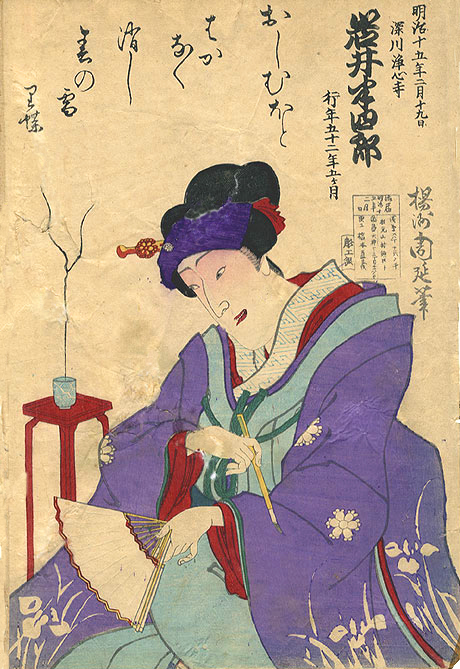
Iwai Hanshiro VIII, de Chikanobu (febrer de 1882)

Chikanobu era un criat del clan Sakakibara del domini Takada, a la província d'Echigo. Després del col·lapse del shogunat Tokugawa, es va unir als Shogitai i va lluitar en la batalla de Ueno.
Es va unir als partidaris de Tokugawa a Hakodate, Hokkaidō, on va lluitar en la batalla de Hakodate a la fortalesa de Goryōkaku. Va servir sota el lideratge d'Enomoto Takeaki i Otori Keisuke; i es va fer famós pel seu coratge.
Amb la rendició dels Shogitai, va ser lliurat junt amb altres a les autoritats del domini Takada.

## Carrera artística

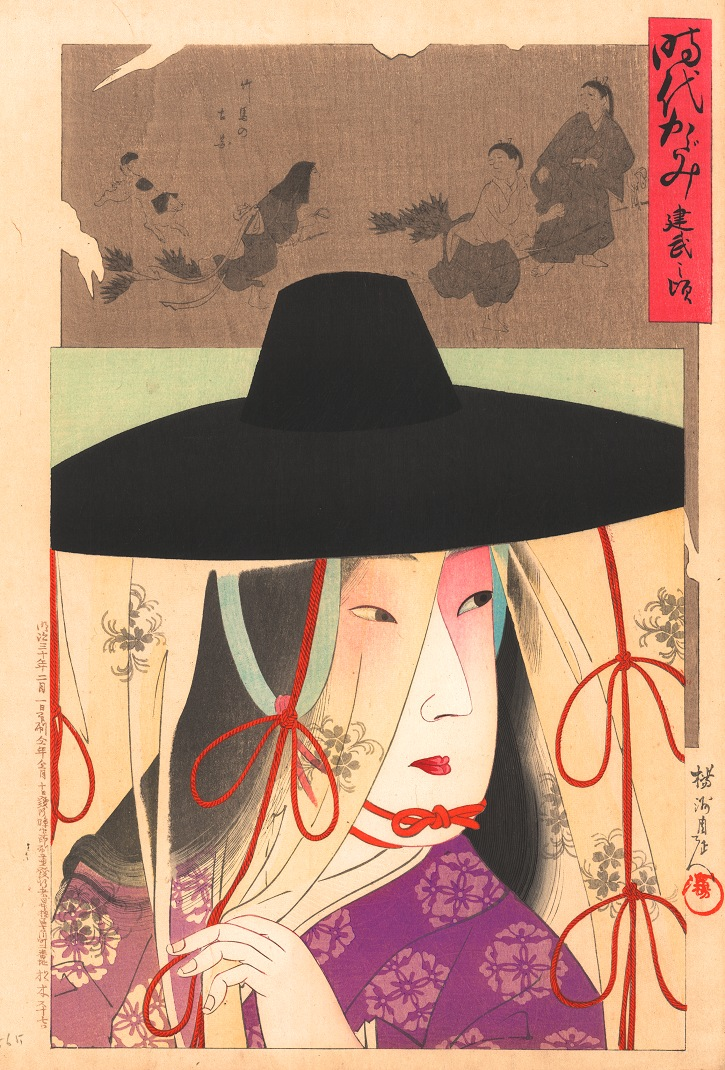
Xilografia de Chikanobu de la sèrie Reflexos de les èpoques (Jidai Kagami), publicat per Matsuki Heikichi, que mostra una dona de l'època Kenmu

El 1875 (Meiji 8), va decidir intentar de viure com a artista. Va viatjar a Tòquio i va trobar una feina com a artista per al Kaishin Shimbun. A més, va produir obres nishiki-e.
Quan era molt jove, havia estudiat a l'escola Kanō de pintura, però el seu interès es va desviar cap a l'ukiyo-e. Va estudiar amb un deixeble de Keisai Eisen i, llavors, es va unir a l'escola d'Ichiyūsai Kuniyoshi; durant aquest període, es va fer anomenar Yoshitsuru. Després de la mort de Kuniyoshi, va estudiar amb Kunisada.  També es feia anomenar Yoshu.
Com molts artistes d'ukiyo-e, Chikanobu va dirigir la seva atenció cap a una gran varietat de temes. La seva obra considerava des de la mitologia japonesa fins a la representació dels camps de batalla de la seva època o les modes femenines. Igual que altres artistes d'aquest període, també va retratar actors kabuki en algun personatge, i és ben conegut per les seves impressions de les poses mie de les produccions kabuki.

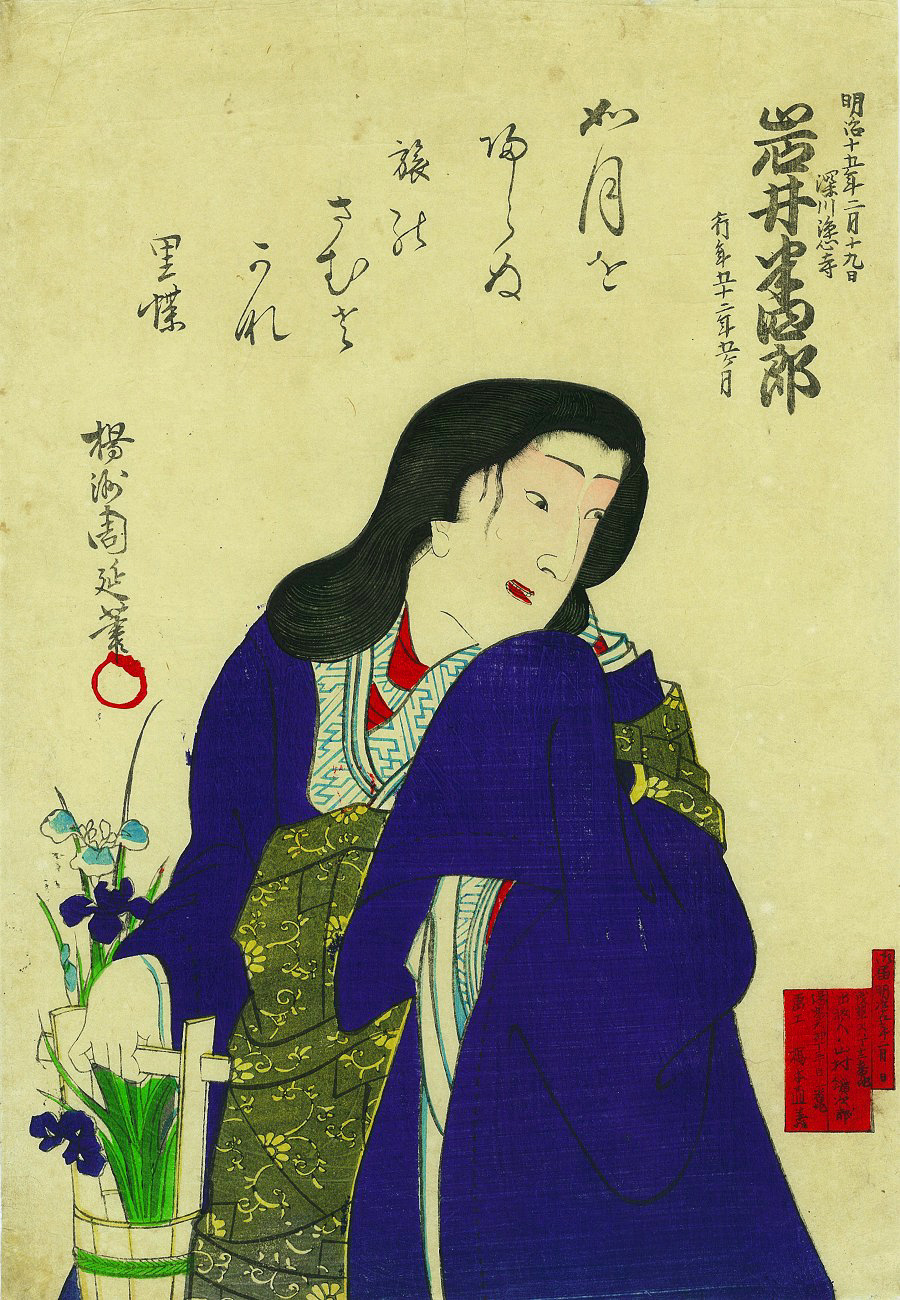
Un retrat commemoratiu d'Iwai Hanshiro VIII, un dels més grans actors de papers femenins (onnagata 女形) del període Edo

Chikanobu era conegut com a mestre del bijinga, imatges de dones boniques, i per il·lustrar els canvis que es produïen en la moda femenina, inclosos els vestits tradicionals i els occidentals. La seva obra il·lustrava els canvis dels pentinats i el maquillatge amb el pas del temps. Per exemple, en les imatges de Chikanobu en el Mirall de les èpoques (1897), els pentinats de l'era Tenmei, 1781-1789 es diferencien dels de l'era Keio, 1865-1867.
La seva obra captura la transició de l'època dels samurai a la modernitat Meiji, exemplificant el caos artístic del període Meiji el concepte de "furumekashii/imamekashii".
Chikanobu és un artista destacat del període Meiji, però de vegades els seus temes venien d'èpoques històriques anteriors. Per exemple, un gravat il·lustra un incident durant el terratrèmol de l'Edo Ansei del 1855.
El principi del període Meiji estava marcat pels conflictes entre les forces samurai en litigi amb diferents punts de vista sobre l'acabament de l'aïllament autoimposat del Japó i sobre el procés de canvi en la relació entre la cort imperial i el shogunat Tokugawa. Va crear un ventall d'impressions i escenes de la Rebel·lió de Satsuma i de Saigō Takamori.
Alguns d'aquests gravats il·lustraven el període de malestar nacional i altres temes d'interès actual, inclosos gravats com la imatge del 1882 de l'incident d'Imo, també conegut com l'incident de Jingo (壬午事変 jingo jihen).
Els gravats bèl·lics (戦争絵) sensō-e de Chikanobu apareixien en format de tríptic. Aquestes obres van documentar la Primera Guerra sinojaponesa del 1894-1895. Per exemple, Victòria a Asan es va publicar amb una explicació contemporània de la batalla del 29 de juliol del 1894.
D'entre els que van estar influenciats per Chikanobu, hi havia Nobukazu (楊斎延一) Yōsai Nobukazu i Gyokuei (楊堂玉英) Yōdō Gyokuei.

## Formats

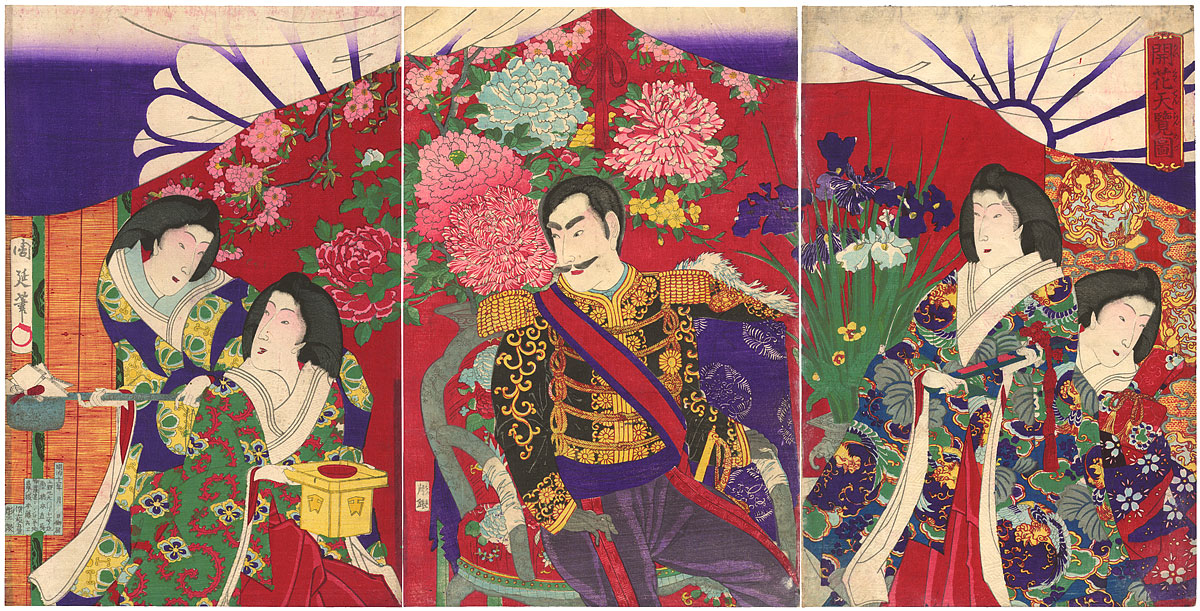
L'emperador Meiji en un festival floral, tríptic de Chikanobu del 1878

Com la majoria dels seus contemporanis, va treballar principalment en el format tate-e ōban. Hi ha un bon nombre de sèries d'un sol panell, així com molts altres gravats en aquest format que no formen part de cap sèrie.
Va produir diverses sèries en el format yoko-e ōban, que normalment es doblegaven al través per produir un àlbum.
Tot i que, sobretot, se'l coneix pels seus tríptics, també són coneguts temes i sèries individuals i dues sèries de díptics. Se'n coneixen com a mínim dos gravats políptics.
També es pot trobar la seva signatura en els dibuixos lineals i les il·lustracions d'un cert nombre d'ehon (絵本), que eren principalment de caràcter històric. A més, hi ha una certa quantitat de fulls de sugoroku (すごろく) amb la seva signatura que encara existeixen, i si més no un gravat en el format kakemono-e va ser produït en els seus últims anys.

## Notes

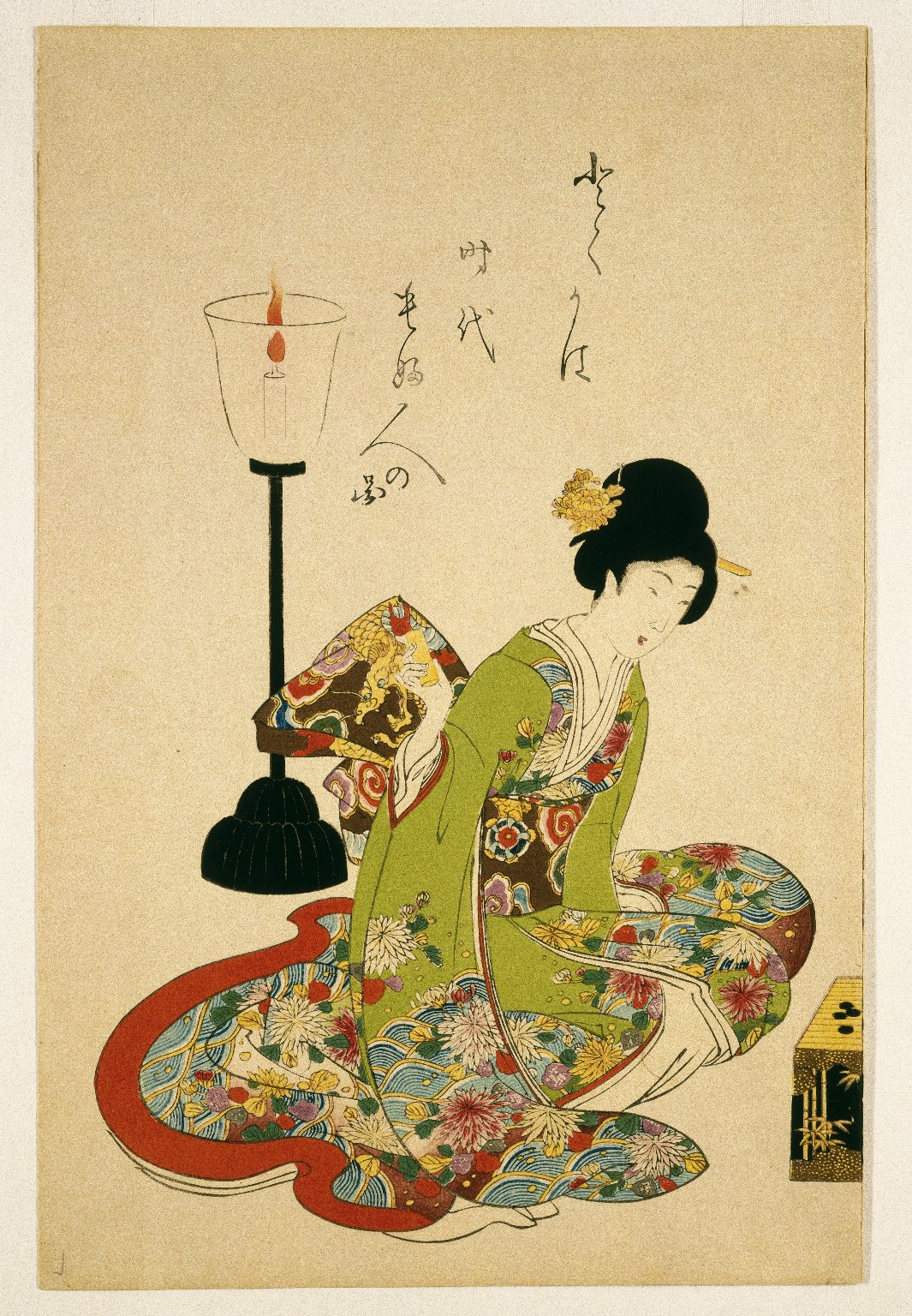
Una dona asseguda amb un candeler lacat (c. 1875), de Chikanobu. Xilografia, 36,2 × 23,8 cm. Col·lecció del Museu de Brooklyn